# Francisco Barrios
Francisco Javier Barrios Jiménez (10 de junio de 1953 Hermosillo Sonora - 9 de abril de 1982, Hermosillo Sonora) fue un beisbolista mexicano que jugó en las Grandes Ligas de Béisbol para los Medias Blancas de Chicago como lanzador abridor derecho y bateaba derecho. Lanzó un juego sin hits combinado el 28 de julio de 1976.
En 7 años en Ligas Mayores (1974 – 1976-1981) tuvo 38 - 38, ganados y perdidos, con 4.15 en PCL., en 129 juegos participados, inició 102 juegos, completó 27, salvó 3, lanzó en 718 entradas, le conectaron 718 hits, le anotaron 369 carreras, 331 fueron limpias, permitió 64 cuadrangulares, otorgó 246 bases por bolas, 8 fueron intencionales, ponchó a 323, golpeó a 23, cometió 3 engaños o balks, y 10 lanzamientos descontrolados.

## Carrera profesional
1971 jugó en la “Liga Norte de México” con los Águilas de Mexicali (sucursal de los “Charros” de Jalisco en aquel entonces) ganando el campeonato con sus lanzamientos. En la temporada 71-72, hizo su debut en la “Liga Mexicana del Pacífico” con “Naranjeros” de su ciudad natal Hermosillo, participó en dos juegos, ambos en relevo, ganó uno de ellos.
En el verano siguiente con Jalisco fue declarado “Novato del Año”. En la temporada 1981-82 de la Liga Mexicana del Pacífico el equipo “Naranjeros” de Hermosillo resultó campeón, Francisco Barrios fue nombrado el jugador más valioso del torneo con récord de 7-3 en ganados y perdidos con 1.65 en porcentaje de carreras limpias admitidas, ponchando a 43 enemigos. 
Fue firmado inicialmente por los Gigantes de San Francisco para las Grandes Ligas, pero nunca vio acción con ese equipo, ya que fue asignado a Phoenix AAA de la Liga de la Costa del Pacífico en donde tuvo récord de 2-1 con 4.51 en carreras limpia. Gigantes lo dejó libre pero “Medias Blancas” le había echado el ojo. Se lo llevaron y después de madurarlo en sucursales, hizo su debut con el equipo grande, el 18 de agosto de 1974 en el Estadio Shea de New York, (ahí jugaron los Yankees esa temporada), ante 18,496 aficionados.
“Pancho” Barrios fue adquirido de los Charros de Jalisco  de la Liga Mexicana por el campocorto Rudy Hernández , y jugó toda su carrera en las Grandes Ligas con los Medias Blancas. Se unió a la rotación titular en 1976, y el 28 de julio se combinó con Blue Moon Odom para dejar sin hits a los Atléticos de Oakland , 2-1, en el Coliseo.
En 1977 tuvo récord de 14-7 y con eso llegó a ser el mexicano con más triunfos en una temporada en Ligas Mayores, 119 ponches , nueve juegos completos y 231 entradas lanzadas. A pesar de su marca de 9-15 en 1978, lanzó dos blanqueadas con un 3.82 ERA en 33 aperturas, el máximo de su carrera. Declinó después de eso y fue liberado al final de la temporada de 1981.
Barrios disfrutó de una buena temporada de invierno en la Liga Mexicana del Pacífico y estaba listo para firmar un contrato con los Cerveceros de Milwaukee para la temporada de 1982, cuando murió de un infarto a la edad de 28 años. Los “Naranjeros” de Hermosillo retiraron el número 11 de Francisco Barrios Jiménez. al igual que Héctor Espino, Sergio "Kalimán" Robles, Celerino Sánchez, “Cananea” Reyes, Cornelio García, Maximino León.